# Feggesund
Feggesund är ett sund i Danmark. Den ligger i Region Nordjylland, i den nordvästra delen av landet, 260 km nordväst om Köpenhamn. Sundet ligger mellan halvön Hannæs och ön Mors. Det finns en färjeförbindelse över sundet.